# 蓮華寺 (杉並区)
蓮華寺（れんげじ）は、東京都杉並区にある真言宗室生寺派の寺院。

## 概要
創建年代は不明であるが、真長によって開山された。真長がいつの時代の人物かは不明であるが、正長元年（1428年）の銘がある墓石があることから、室町時代の開山と推測される。

## 境内
- 本堂
不動明王の坐像と山形県の湯殿山から請来した不動明王立像があり、「厄除不動尊」として信仰されている[2]。

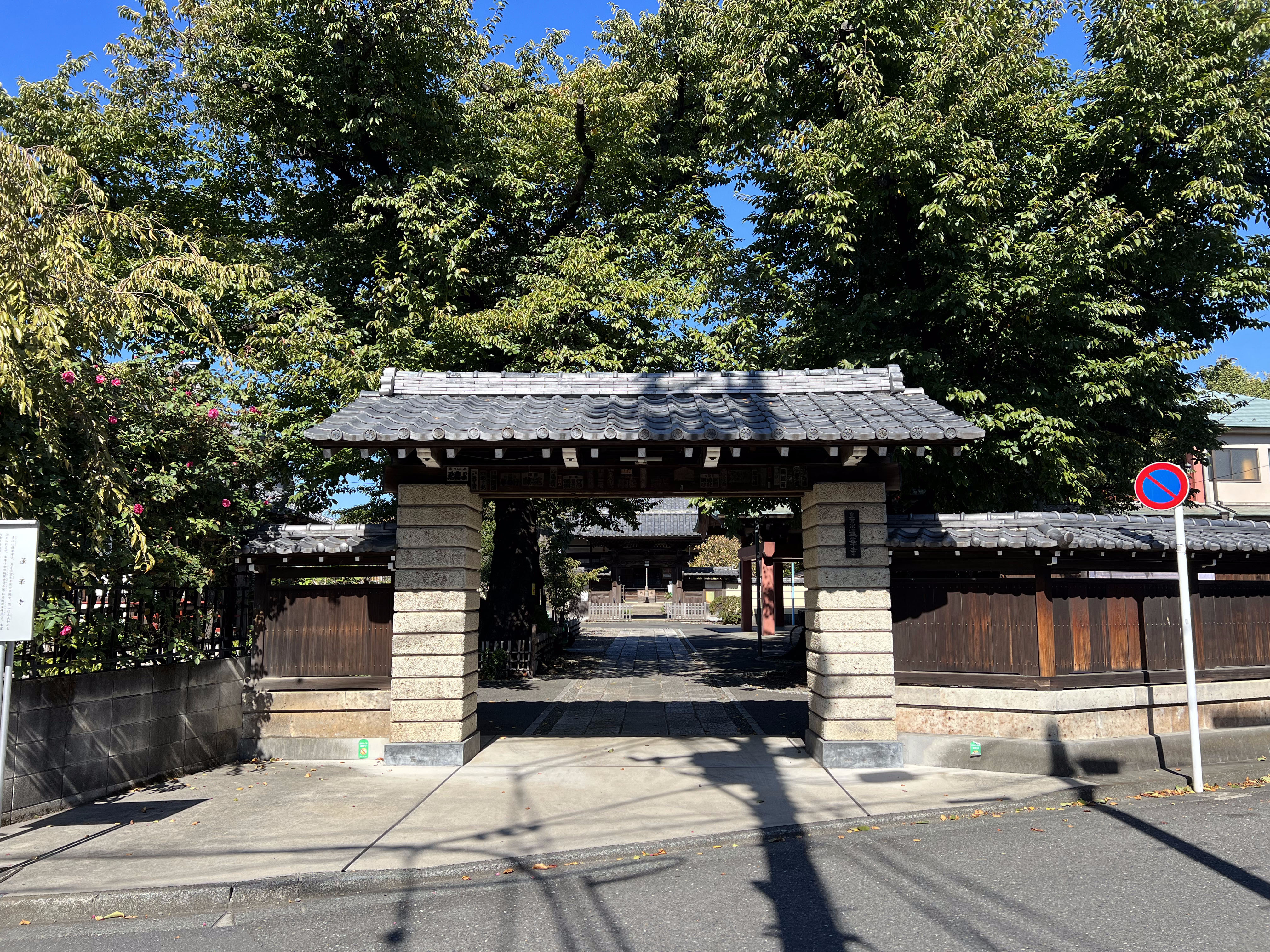
入口
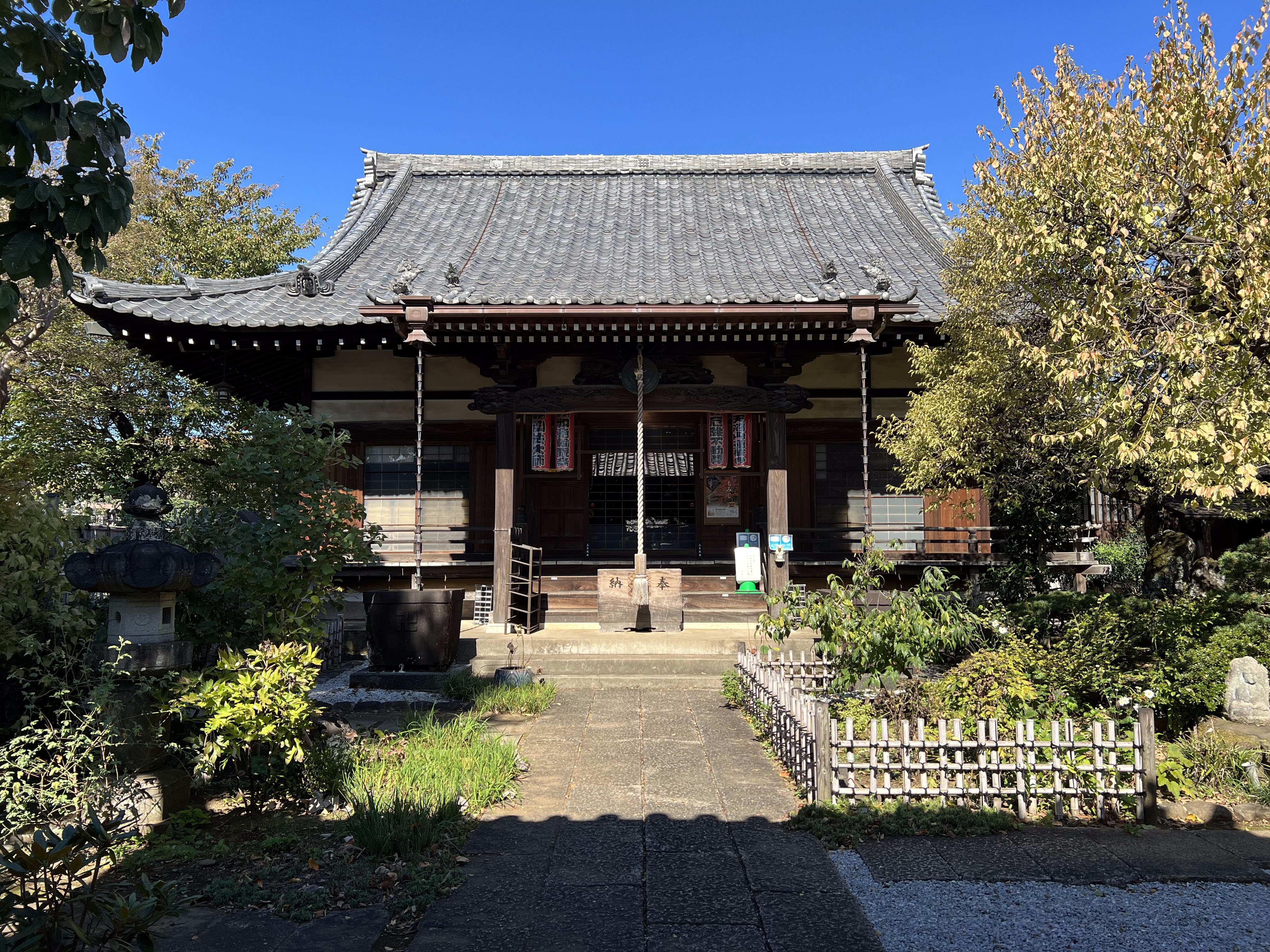
本堂

## 文化財
当寺には天沼村に関する古文書が保管されており、杉並区の文化財に指定されている。

## 交通アクセス
- 東京メトロ丸ノ内線・中央線快速荻窪駅より徒歩17分。または、バス(関東バス）「日大二高」バス停下車